# Hernando de Luque
Hernando de Luque (... – Panama, 1532) è stato un presbitero spagnolo del XVI secolo che fu al fianco di Francisco Pizarro nella conquista dell'Impero Incas.
Egli arrivò nel Nuovo Mondo, esattamente a Panama, nel 1514, in una spedizione organizzata da Pedro Arias Dávila nella quale conobbe Francisco Pizarro.
In seguito finanziò la spedizione del 1526 in Perù dell'uomo di Trujillo e Diego de Almagro, nella quale arrivarono ai confini dell'Impero Inca, nella città di Tumbes. Al loro ritorno in Spagna, l'imperatore Carlo V accettò la proposta di Pizarro di allestire una spedizione a spese di quest'ultimo.
Nel 1532 Pizarro riuscì ad organizzare la nuova spedizione a fianco di Almagro e Luque, riuscendo a conquistare l'impero Incas.